# Герб Меленок (Владимирская область)
Герб городского поселения «Город Ме́ленки» Меленковского района Владимирской области Российской Федерации.
Герб утверждён Решением Совета народных депутатов муниципального образования городское поселение «город Меленки Владимирской области» № 46/3 от 27 июня 2007 года.
Герб подлежит внесению в Государственный геральдический регистр Российской Федерации.

## Описание герба
«Герб муниципального образования городское поселение г. Меленки представляет собой медальон, разделённый на две части. В верхней части медальона расположен герб Владимирской области. В нижней — на голубом поле золотая ветряная мельница».— Положение о гербе МО «городское поселение г. Меленки»

## История герба
Исторический герб уездного города Меленки был Высочайше утверждён 16 августа 1781 года императрицей Екатериной II вместе с другими гербами городов Владимирского наместничества (ПСЗРИ, 1781, Закон № 15205).
Подлинное описание герба уездного города Меленки гласило: 

«Въ голубомъ полҍ золотая вҍтряная мельница, означающая имя сего города».— ПСЗРИ, 1781, Закон № 15205.
В верхней части герба Меленок размещался герб Владимирский.
В 1859 году был составлен проект герба Меленок (официально не утверждён) по новым правилам 1857 года: «В лазоревом щите золотые мельничные крылья в виде Андреевского креста». В вольной части герб Владимирской губернии. Щит окружён золотыми колосьями, соединёнными Александровской лентой, увенчан стенчатой серебряной короной.
В советское время исторический герб Меленок не использовался.
31 августа 2004 года был утверждён герб Меленковского района. Гербом района был официально признан исторический герб Меленок 1781 года.
27 июня 2007 года исторический герб Меленок 1781 года также был утверждён в качестве официального герба городского поселения город Меленки.